# Маринкин, Игорь Олегович
Игорь Олегович Маринкин (род. 28 августа 1961, Новосибирск) — российский учёный, акушер-гинеколог, доктор медицинских наук, профессор, заведующий кафедрой акушерства и гинекологии лечебного факультета Новосибирского государственного медицинского университета Минздрава РФ. 

## Биография
Игорь Маринкин родился 28 августа 1961 года в Новосибирске в семье инженеров. В 1978 году с золотой медалью окончил среднюю школу с углублённым изучением химии в г. Чимкенте (Казахстан) и поступил на лечебный факультет Новосибирского государственного медицинского института. В 1984 году окончил институт с отличием, с 1984 по 1989 год проходил обучение в клинической ординатуре, затем в очной аспирантуре на кафедре акушерства и гинекологии, в 1990 году защитил кандидатскую диссертацию на тему «Применение оментоовариопексии при лечении больных с кистами, доброкачественными кистомами и синдромом склерокистозных яичников». В 1989–1996 годах работал ассистентом кафедры акушерства и гинекологии НГМИ. В 1996 году защитил докторскую диссертацию на тему «Структурная организация лимфоидных органов при остром воспалительном процессе матки и в условиях его коррекции». Наставниками Маринкина И.О. были академики Владислав Иванович Краснопольский и Юрий Иванович Бородин.
С 1996 по 1998 год — профессор кафедры акушерства и гинекологии педиатрического факультета НГМИ, с 1998 года — заведующий этой кафедрой. В 1996—2004 годах параллельно работал заместителем главного врача Новосибирской государственной областной клинической больницы по акушерству и гинекологии, в 2001—2006 годах — руководителем Новосибирского областного перинатального центра.
21 февраля 2008 года Игорь Маринкин был избран ректором Новосибирского государственного медицинского университета. Конкурентом на выборах была супруга действующего тогда Губернатора Новосибирской области. 17 августа 2009 года на  Маринкина И.О. было совершено покушение, связанное с профессиональной деятельностью на посту ректора университета, но он сумел оправиться от тяжёлого проникающего огнестрельного ранения и спустя две недели продолжил работу на посту ректора.
В 2013 и в 2019 годах Маринкин И.О. избирался ректором Новосибирского государственного медицинского университета. 
В 2019 году окончил Российскую академию народного хозяйства и государственной службы при Президенте Российской Федерации по специальности "Административно-государственное управление".
01.04.2025 года по окончании третьего предельного срока работы ректором высшего образовательного учреждения переведен на должность заведующего кафедрой акушерства и гинекологии лечебного факультета, которую занимал по совместительству, работая ректором университета. 15.04.2025 избран Почетным профессором НГМУ МЗ РФ.
Научные интересы: оперативная гинекология, проблемы женского бесплодия и невынашивания беременности.
    Маринкиным И.О. были разработаны и внедрены в практику методы оперативного лечения больных с синдромом поликистозных яичников, кистами и доброкачественными опухолями яичников с применением реиннервации и реваскуляризации яичников, позволившие улучшить результаты восстановления менструальной и репродуктивной функций; методы лечения и профилактики послеродовых и послеабортных воспалительных заболеваний матки и придатков матки с использованием лимфотропных методов лечения, углеродминеральных сорбентов и иммобилизованных протеолитических ферментов. Маринкин И.О. первым в 1996 году в Сибирском регионе произвел лапароскопическую экстирпацию матки, внедрил влагалищный и эндоскопический доступы при гинекологических операциях. Все новые для Новосибирска операции (кольпопоэз с лапароскопической  ассистенцией, экстирпация матки влагалищным доступом при отсутствии опущения, операции на женских половых органах эндоскопическим доступом) были произведены впервые И.О.Маринкиным. Лично Маринкиным И.О. в клиниках г.Новосибирска внедрены методики брюшинного кольпопоэза, оперативного лечения стрессового недержания мочи методом TVT и TVT-О, перевязка внутренних подвздошных артерий для сохранения репродуктивной функции при массивных акушерских кровотечениях, органосохраняющие операции в акушерстве при истинном вращении плаценты, множественных и гигантских миомах матки. При его непосредственном участии успешно была родоразрешена беременная с полным врожденным отсутствием YП фактора свертывания крови, что является первым случаем в истории акушерства.
Автор более 496 научных публикаций, 11 монографий, 22 патентов и 1 научного открытия. При научном руководстве и консультировании защищено 5 докторских и 20 кандидатских диссертаций. Председатель диссертационного совета по защите кандидатских и докторских диссертаций по специальностям «акушерство и гинекология» и «медицина труда» при НГМУ МЗ РФ. Председатель Проблемной комиссии «Охрана материнства и детства» при ФГБОУ ВО "Новосибирский государственный медицинский университет" Минздрава России. Председатель Экспертного совета по акушерству и гинекологии при Министерстве здравоохранения Новосибирской области. Член Правления Новосибирской областной ассоциации врачей. Председатель Новосибирского общества акушеров-гинекологов.
 Действительный член Российской медико-технической академии (2008), Действительный член Российской академии естественных наук(2015). Российской академией естествознания присвоено Почетное звание Основатель научной школы  «Разработка и внедрение эффективных методов диагностики, лечения и реабилитации гинекологических заболеваний женщин репродуктивного возраста» (2016 год). Лауреат конкурса «Врач года - 2024» в номинации «Нашему учителю».
6 марта 2022 года после вторжения России на Украину подписал письмо в поддержу действий президента Владимира Путина.

## Награды
- -     - Памятный знак в честь 110-летия со дня основания г. Новосибирска «За плодотворную работу на благо города» (2003 г.)
    - Медаль Рудольфа Вирхова «За особые достижения в лечебной и социальной медицине» (2006 г.)
    - Диплом 1 степени лауреата проекта «Профессиональная команда страны» от Государственной думы Федерального собрания Российской Федерации (2007 г.)
    - Орден "Н.И. Пирогов" от Российской Академии наук (2010 г.)
    - Медаль "За усердные труды" от Новосибирской Епархии (2010 г.)
    - Орден "Михайло Ломоносова" от Российской Академии наук (2011 г.)
    - Памятная медаль в честь 75-летия Новосибирской области "За вклад в развитие Новосибирской области" (2012 г.)
    - Медаль «За сбережение народа» от Общероссийского  Общественного Движения «За сбережение народа» (2012г.)
    - Медаль "За содействие донорскому движению" от Федерального медико-биологического агентства Министерства здравоохранения Российской Федерации (2015 г.)
    - Почётная медаль имени академика Капицы "Автору научного открытия " (2015 г.)
    - Почетная медаль «1000 лет со дня преставления святого равноапостольного великого князя Владимира» (2015г.).
    - Знак отличия "За заслуги перед Новосибирской областью" (2015 г.)
    - Почётное звание "Заслуженный врач Российской Федерации" (2015 г.)
    - Почётная медаль Ильи Мечникова "За практический вклад в укрепление здоровья нации" от Российской академии естественных наук (2016 г.)
    - Нагрудный знак Российской академии естествознания «Основатель научной школы» (2016г.)
    - Памятный знак в честь 125-летия со дня основания г. Новосибирска "За труд на благо города" (2018 г.)
    - Нагрудный знак Российской академии естествознания «Золотая кафедра России»  (за лекторское мастерство и достижения в области развития образования в России). (2019г.)
    - Медаль Законодательного Собрания Новосибирской области "Общественное признание" (2019 г.)
    - Почётное звание "Заслуженный деятель науки Новосибирской области" (2020 г.)
    - Государственная Премия Правительства Новосибирской области (2021г.)
    - Государственная награда «Орден Пирогова»(2022г.)
    - Нагрудный знак «За спасение жизни» (2022г.) от Министерства здравоохранения Луганской Народной Республики.
    - Медаль «За укрепление боевого содружества» (2024г.) от Министерства обороны РФ.
    - Медаль «За заслуги перед отечественным здравоохранением» (2025г.) от Министерства здравоохранения РФ.